# José Gregorio Hernández
José Gregorio Hernández Cisneros, OFS (26. října 1864, Isnotú – 29. června 1919, Caracas) byl venezuelský lékař, profesor a římský katolík, člen Sekulárního františkánského řádu. Katolická církev jej uctívá jako blahoslaveného.

## Život

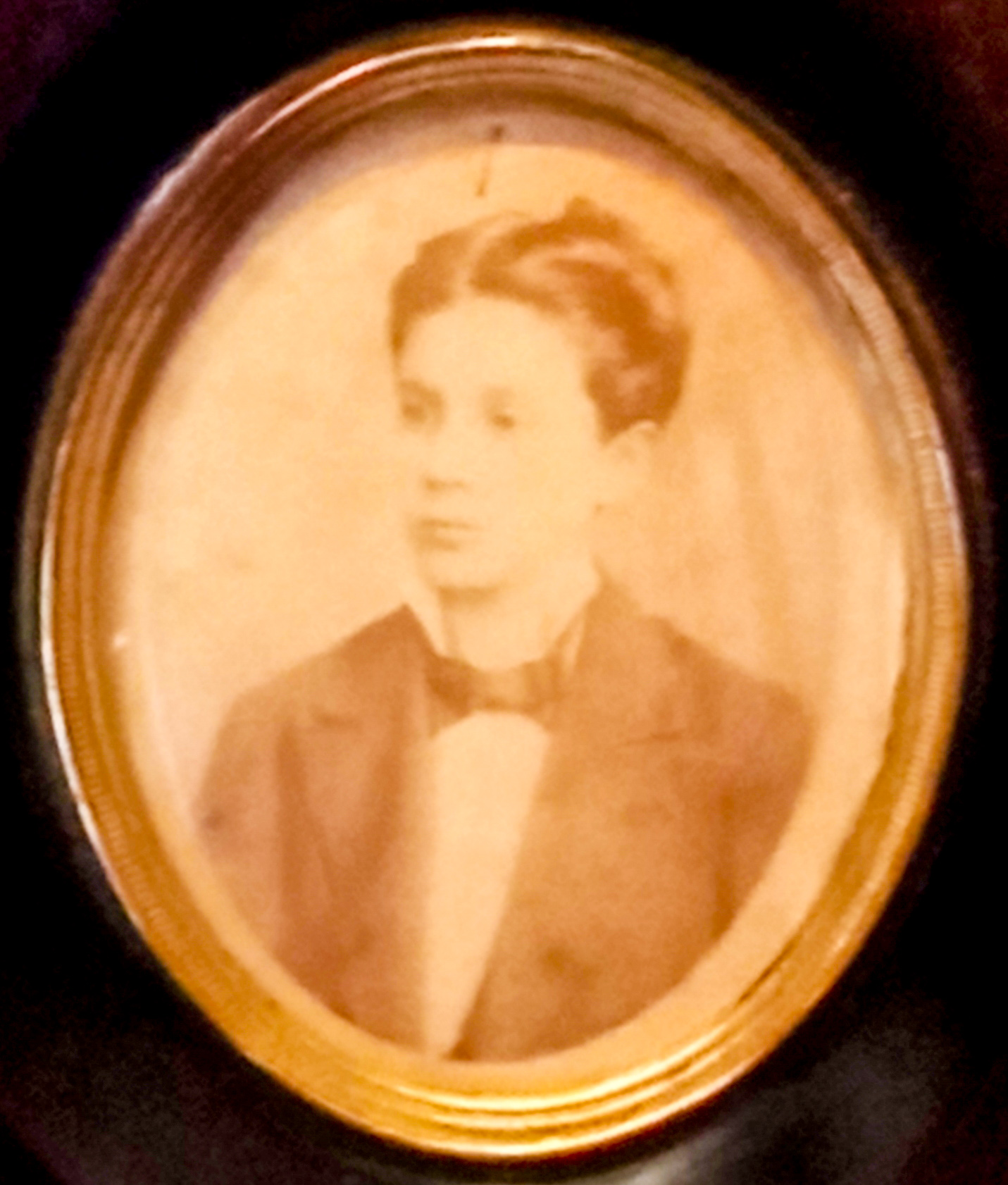
Jeho fotografie zamlada

Narodil se dne 26. října 1864 ve vesnici Isnotú (část obce Rafael Rangel) ve venezuelském státě Trujillo jako první z šesti dětí rodičům Benignu María Hernández Manzanedovi a Josefě Antonii Cisneros Mansilla. Pokřtěn byl dne 30. ledna 1865 v koloniálním chrámu v Escuque. Dětství prožil ve své rodné obci. Jeho otec prodával léky a dobytek a matka pracovala jako hospodyně. Svátost biřmování přijal dne 6. prosince 1867 ve městě Betijoque.

Během dospívání se toužil stát právníkem, ale matka jej přesvědčila, aby se místo toho vydal na dráhu medicíny. Roku 1878 odcestoval ze své rodné obce v Andách do Caracasu, kde zahájil svá studia a roku 1882 promoval, kdy obdržel bakalářský titul z filosofie. Poté studoval medicínu na Universidad Central de Venezuela v Caracasu. Dosahoval vynikajících výsledků a roku 1888 promoval s titulem doktor medicíny. Venezuelská vláda mu udělila grant, aby mohl pokračovat ve studiu v Evropě. V Paříži a Berlíně studoval další obory medicíny, jako patologii, mikrobiologii, histologii a fyziologii. Ovládl angličtinu, francouzštinu, portugalštinu, němčinu, italštinu, latinu a hebrejštinu.

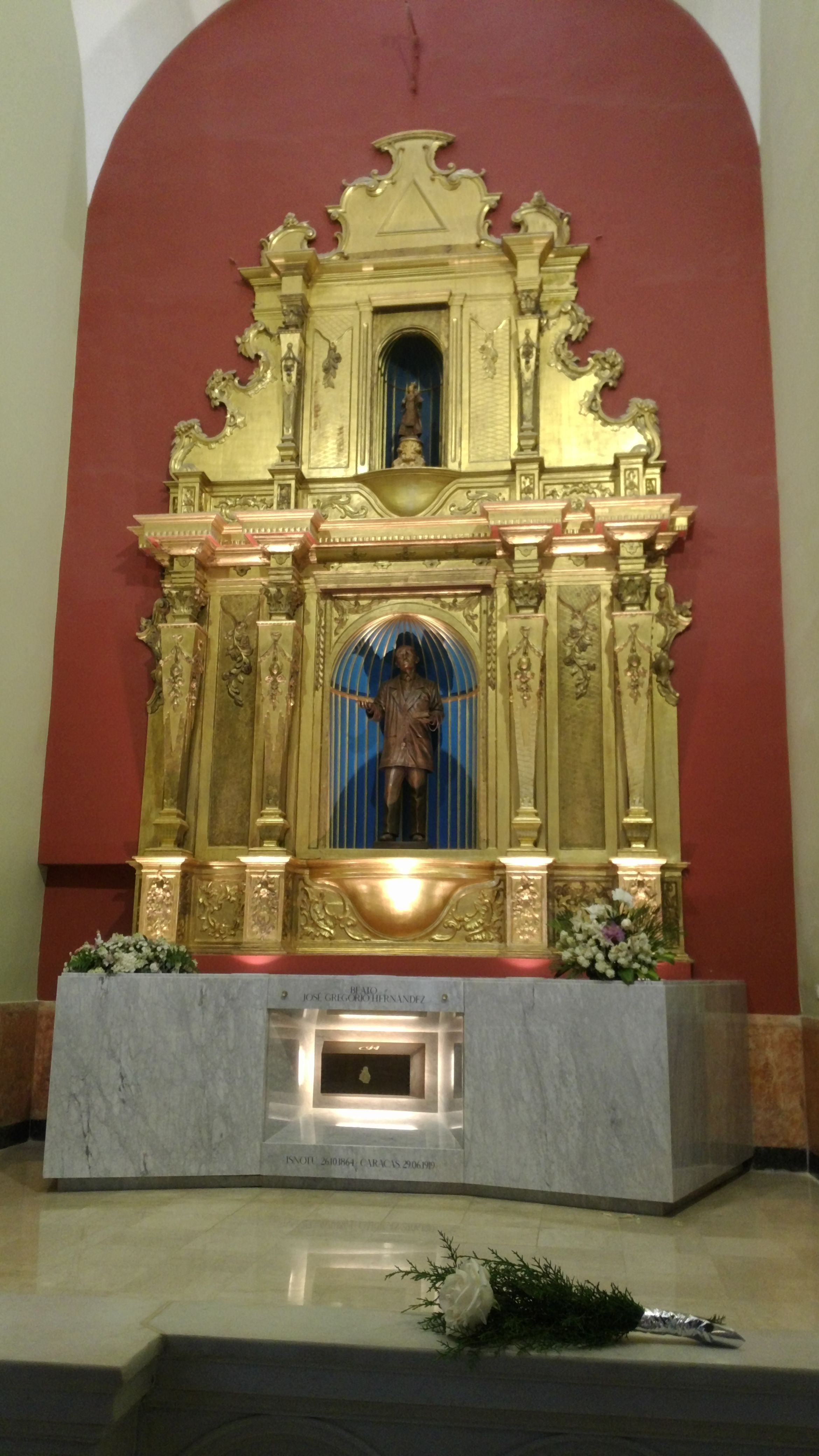
Jeho hrobka v kostele La Candelaria v Caracasu

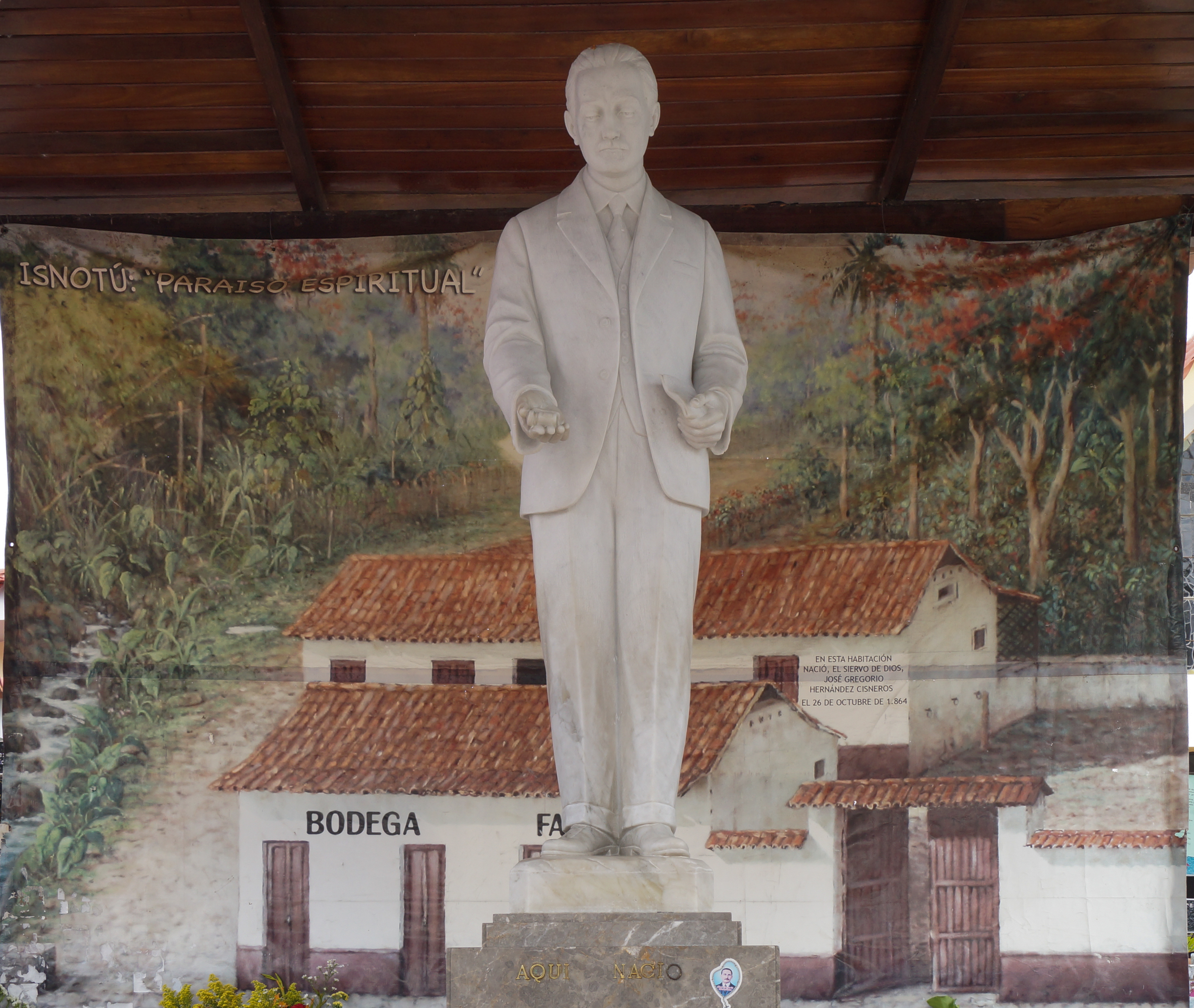
Jeho socha v Isnotú

Podpis

Po návratu do Venezuely se v letech 1891–1916 věnoval výuce medicíny především na Universidad Central de Venezuela v Caracasu a ve volném čase různým výzkumům. Vydával vědecké publikace. Věnoval se také náboženství a uvažoval kněžském povolání. Dne 7. prosince 1899 vstoupil složením slibů do Sekulárního františkánského řádu. Roku 1908 studoval několik měsíců v klášteře v Certosa di Farneta v Itálii. Roku 1913 se zapsal na latinskoamerickou teologickou školu v Římě, ale ze zdravotních důvodů se musel vrátit do Venezuely. Zdarma poskytoval zdravotní péči chudým a někdy jim na své náklady zaopatřoval léky. S příchodem španělské chřipky do Venezuely v roce 1918 navštěvoval nemocné v Caracasu.
Dne 29. června 1919 jej v Caracasu přejel automobil. Zemřel na následky svých poranění po převozu do místní nemocnice. Jeho ostatky byly nejprve uloženy na místním hřbitově. Dne 23. října 1975 byly exhumovány a uloženy v kostele La Candelaria v Caracasu.

## Úcta
Jeho beatifikační proces započal dne 4. května 1972, čímž obdržel titul služebník Boží. Dne 16. ledna 1986 jej papež sv. Jan Pavel II. podepsáním dekretu o jeho hrdinských ctnostech prohlásil za ctihodného. Dne 19. června 2020 byl uznán zázrak na jeho přímluvu, potřebný pro jeho blahořečení.
Blahořečen pak byl dne 30. dubna 2021 v Caracasu. Obřadu předsedal jménem papeže Františka apoštolský nuncius ve Venezuele, arcibiskup Aldo Giordano. Dne 24. února 2025 podepsal papež František dekret, povolující jeho svatořečení. Svatořečen bude dne 19. října 2025 na Svatopetrském náměstí papežem Lvem XIV.
Jeho památka je připomínána 26. října. Bývá zobrazován v obleku, nebo lékařském plášti. Je patronem studentů medicíny a lékařů.